# 中国の建築
中国の建築（簡体字中国語: 中国建筑、繁体字中国語: 中國建築、英語: Chinese architecture）とは、東アジア大陸に存在し、何千年にもわたって一貫して続いてきた建築体系の総称である。
中国の建築体系は「構造原理」においてほとんど変化が見られず、「装飾的な細部」にのみ、変化が生じたとされている。中国文明は4000年の歴史を持つのと同様に、中国の伝統建築もそれに匹敵する長い歴史を有している。遊牧民や異民族の征服にも関わらず、古い構造を持ちながら、中断することなく現代の2020年代まで存続している。
7世紀から9世紀にかけての唐王朝以降、中華風の建築は東アジア全体に影響を与え、日本列島や朝鮮半島、ベトナム（インドシナ地域）、モンゴル高原、新疆自治区（中国領トルキスタン）、満州に波及していた。また、一部の東南アジアや南アジア地域にも影響を及ぼし、インドネシアやスリランカ、タイ王国、ラオス、カンボジア、フィリピンなどの国々でも、中華風の木造建築や仏教建築の要素が見られている。
特に漢字圏の国々は、中国建築を手本にさまざまな要素を取り入れ、それぞれの伝統建築を発展させてきた。このため、飛鳥時代から江戸時代までの日本の伝統建築も、中国の伝統建築の一支流とみなされることがある。

## 呼称と表記
- 本場の中国語では、直接に「中国建築」と表記し、日本語のように「の」を付けない。また、別名として「中華建築」「漢式建築」「中式建築」などの漢字表記もよく使われている。
- 英語では、「Chinese architecture（中華風の建築」）や「Chinese Architecture System（中国の建築体系）」と呼ばれている。
- 日本語では定訳がないため、本ページのタイトルは「○○の建築」という日本語ウィキの慣例に倣い、「中国の建築」と名付けた。

## 概要
1984年の梁思成の研究によれば、「木」が主要な建材として使用されてきたため、中華風の建物は「木造建築」が絶対的な中心である。ただし、木材は腐りやすい性質があるため、日本と異なり、中国では石・煉瓦など耐久性の高い建材で木造建築を補強するのが一般的であり、記念碑のように純石造りの建物も少なくない。
多民族国家である中国は、広大な領土と膨大な人口を有するため、建築の分野では統一性がある一方で、皇帝、庶民、宗教など、「建築が作られた対象」によって大きく異なり、その種類は極めて多岐にわたる。伝統的には、宮殿や園林、陵墓、壇廟、仏教・道教・儒教の建築、民家、塔など、建物の「用途」によって分類されることもできる。
中国建築のもう1つの大きな特徴として、「左右対称」と「天人合一」を極めて重視する点が挙げられる。また、閉じた空間の中に開放感を持たせる設計や水平線への統一、風水、八卦、陰陽、五行、北斗七星、紫薇斗数など、中国ならではの宇宙観を反映しているものも特徴的である。それらの伝統建築に関する多くの歴史的知識は、現存している陶器のミニチュア模型や出版された図面、仕様書に基づいて研究された結果が多い。
近年の中華人民共和国は、世界で最も急速に近代化を遂げる国となった。過去数十年で、上海市のような都市はそのスカイラインを大きく変え、世界有数の高層ビルが地平線を彩っている。中国はまた、広範囲にわたる高速鉄道を持ち、大量の人口が効率的に移動できるようになった。20世紀を通じて、中国の建築家たちは中国伝統のデザインを現代建築に取り入れようと試みてきた。また、現代の中国では、高い容積率を求めるようになり、その結果、都市部では3階以下の中国伝統建築の需要が減少し、高層ビルが主流となった。一方で、中国の伝統建築は、たとえば大工、細工、石工などの技術は、中国の農村部・田舎地域で活かし続けている。

### 中国建築の分類
- 亭（てい）：伝統的な東屋（あずまや）。
- 台（だい）：高台に設けられた平らな構造物。
- 楼（ろう）：複数階建ての建築。
- 閣（かく）：二層構造の亭。
- 軒（けん）：窓のある縁側やバルコニー。
- 塔（とう）：仏塔。主に仏教寺院に見られる。
- 榭（しゃ）：楼閣やテラスの上に建つ小さな建物。
- 屋（おく）：屋根付きの回廊に沿った部屋。
- 斗拱（ときょう）：組み木構造の一種で、屋根を支えつつ装飾的な役割も果たす。
- 藻井（そうせい）：格子状や沈箱（ちんばこ）式の天井装飾。
- 宮（きゅう）：皇族の住居や寺院、大規模な文化施設などに用いられる宮殿建築。

## 具体的な特徴
中国建築史を専門とする建築史家の田中淡は、中国建築の大まかな特色について、次のように述べている：

### 左右対称・双辺対称
中国建築の重要な特徴の1つは、左右対称を強調し、「接続部」まで対称性を求めており、極めた平衡やバランス・調和を図る。豪華絢爛な宮殿から、簡素な民家に至るまで、中国建築にはこれらの要素が随所に見られる。その一例として、屋根最上部の両側に配置された「鴟尾（しび）」や「蚩吻（しふん）」が、全体の対称性を保つ役割を果たしている。中華風の建物では通常、「偶数の柱」を配置し、「奇数の間口」を組み合わせることで、視覚と数学上の対称性をしっかり強調している。主な入り口は、中央の正面に配置され、最初の入り口からも対称性が見られる。

### 外観
多くの中国建築は、外観によって2つに分類できる。1つは外壁がなく、開放空間に位置する単体の建物であり、もう1つは広大な閉鎖空間の内に林立している建物群である。以下は、開放空間や閉鎖空間に関係なく、中国の建築体系で共通する特徴を紹介する：
- 「院（ユェン）」とは、日本語で「中華風の中庭」を意味し、常識中の中庭とは異なり、広くて開放感のあるものが多い。これの典型的な例は、北京市の「四合院」である。四合院自体は広い空間を持ち、外から見ると露台はなく、煉瓦造りの壁で囲まれた中に広大な「院」が配置されるのは一般的である。
- 「天井（ティエンジン）」とは、そのまま日本語の「天井」を指すが、外観は全然違う。中国の江南地域の建築では、大きな開放的な建物はあまり見らないが、開放感を作り出すために部屋の屋根に近い位置に「天井」という構造を使用している。この構造は「遠近法」を活かし、もともと狭く閉じられた部屋を、隙間を最大限に引き出すことで、下から上に見上げるとより広く感じられるように設計されている。

なお、中国の南北問わず、「温度調節」と「通気」に非常に注意を払っている。華北の「院」では、最大限に太陽の光を取り入れるため、または冷たい北風を遮るために、門・扉・窓はすべて南向きに開けられている。一方、華南では「天井」が湿気や熱気を排出するため、円錐形に設計され、この形状により屋根から雨が集めやすく、天井の下に水槽を置いて雨の水を貯め、暑い時期に備えている。驚くべきことに、中国の院と天井は、イタリアのローマ帝国時代の「インプルヴィウム（英語版ウィキを参考：en:Impluvium Impluvium）」という構造と全く同じ機能を持ち、外観にも極めて似ており、東洋と西洋の古代建築の共通点とも言えるだろう。

### 建物内の身分階級
中国の建築体系は、所有者の社会階級によって、その重要性、用途、敷地面積、部屋の配置が全く異なる。一般的に、より大きくより対称的な建物は、地位が高い人々のために建てられていた。また、1つの建築群の中でも、その所有者や地位の高い人々はより正面に向かって建てられた部屋に住んでおり、正面から遠く離れた部屋は使用人や地位の低い人々が使用していた。
南北問わず、日光が多く当たるエリアはこの家の家長、または皇帝が使い、南向きの後方にある部屋には重要なメンバー（家長の妻や母、皇后、皇太后）が住んでいた。東向きや西向きの建物は、通常、家庭内の初級メンバーや、分家、地位の低い親戚が使用していた。大門や正門の隣りにある、正面から見ると目立たない小さな部屋は、倉庫や使用人・従業員が使う、または住んでいる場所である。民家や宮殿の後方にある正面の建物は、「祠堂」と呼ばれる祭典や儀式を行うための空間であり、そこには仏像や祖先の牌位が置かれている。複数の中庭や庭園を持つ建築群では、中央に位置する中庭は、外側の庭園よりも重要と見なされた。外側の庭院は通常、菜園、書房、または厨房として使用されていた。

### 横向きの広大さを強調
中国の伝統建築、特に富裕層や支配層・宗教関連の建物は、欧州と正反対に、「高さ」よりも「幅」や「広さ」を重視している。中国人にとっては、「神が住んでいる天国をできるだけに近づく」という意識はあまり無く、むしろ「外部世界の一切を拒絶し、広大で閉鎖的な空間の中で自分だけの世界を楽しむ」という意識のほうが強い。このため、中国の伝統建築では「垂直に高い壁を作る技術」が少なく、むしろ「敷地が狭いのに建物を高く作ること」は非常に不格好とされている。
中国建築は建物の「幅の広さ」を使って、常に最初に見る人や訪問者に絶大な視覚的インパクトを与え、その巨大なスケールの影響下で「この建物の建造者への畏敬の念」を喚起する。最も壮大な建築物と比較すると、紫禁城の高さは、欧州の一般的な大聖堂よりも低いことが多いが、その幅の広さはフランスのヴェルサイユ宮殿やロシアのエカテリーナ宮殿を何倍も超え、中華帝国の自信を誇示している。このような中華式の建築感覚は、ヨーン・ウツソンなどの建築家の作品を通じて、現代の西洋建築にも多くな要素を取り入れられている。

### 哲学と園林と宇宙観

明王朝と清王朝の皇帝が、天へ祀る時に使う天壇（世界遺産）

中国の建築体系は、風水や道教・八卦・北斗七星・紫薇斗数などの理論を忠実に従い、建物の配置や設計が行われている。
多くの中華風建築の中で、「園林」、つまり中華庭園だけが対称の原則に従う必要がない。最初の園林は水の持続的な流れを提供するために造っていが、魏晉南北朝の時代以降、「天人合一」の趣旨を加えて、建造の目的も「中華神話の中の仙人や神仙たちが住んでいる天界を、人間界に現実化させること」へと変化した。たとえ訪問者がそれほど高い心境に達していなくても、大自然のような園林に包まれて、身体の調和を取り戻すぐらいのことができる。
さらに、園林は基本的に5つの要素があり、そのうちの2つは中国哲学に深く関係している。それは「水」と「山」である。川や湖を含む「水」の元素は陰陽の「陰」を意味し、動態的な美や虚無の時間を象徴する。一方、石や土を含む「山」の元素は陰陽の「陽」を意味し、静的な美や不朽の空間を象徴する。水と山は、両極端でありながらお互いに補完し合い、「象徴上の対称」を達成している。
園林以外、普通の民家と宮殿建築には、以下の要素が含まれる：
- 影壁（インビー）：玄関に設置される壁で、屋外からの邪気や悪霊、または外の人の視線が屋内に侵入しないように造られた構造。
- 縁起物：
  - 人が住む部屋の扉には「門神（メンシェン）」の神像が描かれ、これらの神によって悪者や犯罪者の侵入を防ぎ、部屋の使用者に吉兆や福を招く。
  - 「福禄寿（フールースォ）」や「三星宅（サンシンズァイ）」などの神様の彫刻が、屋根の頂部や目立つ場所に祀られ、財運・恋愛運・健康運をもたらす。
  - 蝙蝠、桃、石榴、龍のような、福や繁栄を象徴する動物や植物が装飾として用いられる。「蝠」という漢字は「福」と似ており、「桃」という漢字は「吉兆」と似てるため、縁起が良いとされている。
- 建物の背面には「山を象徴する高い造形芸術」を配置し、前面には「水を象徴する池・水槽」を配置し、ともに「山水陰陽」を達成する。また、池や水槽には、鯉や金魚などの赤い鑑賞魚を飼うこともでき、家運と気配の調和を図る。
- 建物の背面には窓を設けず、建物全体を南北の軸に沿って配置し、両側が東西を向くようにする[21]。
- 縁起の良い「六・6（リュオ）」と「八・8（バー）」の数字を頻繁に使う。「六」は「順調」を、「八」は「金運上昇」を象徴し、漢字でもアラビア数字でもいいとされる。

中国人や漢民族は、ものごとの「形式」と「本質」が同等に重要であると信じられているため、形式も非常に重要だから、「日々生活している部屋を直接パワースポットへと転換したほうが良い」という考え方が強い。例えば、明代や清代の北京、唐代の長安と洛陽では、都市の入り口を南向きに設け、炎の神獣にちなんで「朱雀門」と名付け、北斗七星を模した「碁盤の目」状の道路を配置している。また、水の龍神や財運を象徴する三つの川が都市全体を流れるように設計され、これによって風水・八卦・陰陽・五行などの観点において全部良い運勢を形成している。日本の奈良時代の平城京（奈良）も、平安時代の平安京（京都）も、これらの中華宇宙観の影響を受けて作られていた。

### 儒教的価値観
中国には、物理的な建築技術とは異なる「想像上の建築」という概念が存在する。これは住民、社会、宇宙との関係を象徴し、さらに性別による権力の不均衡をも映し出している。
古代の中国の住宅は儒教の価値観を色濃く反映した。この価値観には忠誠、敬意、奉仕といった倫理が含まれ、世代や性別、年齢を基準に表現される。西洋の家庭とは異なり、中国の家は単なる個人のプライベートな空間にとどまらず、一族全体を支える共同体的な役割を担っていた。実際、「五代同堂」（五世代同居の意味）という暮らし方も珍しくはなかった。
また、この家族観は「君臣、父子、夫婦、兄弟、友達」という五つの関係に表れ、それぞれの関係に強い上下の序列が意識されていた。夫婦の関係もまた父権的であり、夫は妻に対して思いやりを持ち、配慮と理解を示すことが求められていた。

### 風水と日常生活
中国の住宅は、単なる居住空間ではなく、宇宙とつながる空間として設計されていた。風水を尊重し、宇宙のエネルギー（気）を適切に流すことで、邪悪な影響を防ぐと考えられていた。気の流れは、四季の移ろいや天体の運行、地形、住宅の方角、そして建築の細部にまで影響を受ける。
この宇宙エネルギーは、道徳的にも不道徳的にも利用できるとされていた。道徳的な活用例としては、地域の寺院に風水的な要素を取り入れることが挙げられる。反対に、風水は競争の手段にもなり得た。たとえば、自宅の風水を良くすることで、他者の住宅に悪影響を及ぼすと考えられることもあった。特に、家の一部を慣例に反して建築すると、それが周囲にとって脅威となり、宇宙エネルギーを制御できなくなると見なされた。こうした風水を巡る対立は、歴史上にも記録されている。
風水の考え方は、住宅の外観のみならず、室内の配置にも深く根付いていた。家の対称性、方位、家具の配置、さらには清潔さまでも、宇宙エネルギーの流れを左右する重要な要素とされた。特に、貧しい家庭では空間の狭さを補うため、清潔さの維持が重要視された。水で掃除をすることは単なる日課では無く、「この空間を水と金の神・龍神が住みやすい環境に整え、龍神様がここに住むことで、此処の住民たちに金運がもたらされる」という儀式的な意味合いを持っていた。
歴史家・司馬光は、宮廷での一日の始まりについて次のように記している。
「鶏の鳴き声とともに、宮中の女官や侍女たちは皆起床する。髪を整え、洗顔し、衣服を改めた後、男性の使用人が大広間や前庭を掃除し、門番や年配の使用人は中庭を整える。女中たちは客間を掃除し、家具を整え、主人と女主人の支度を手伝う。」
このような日々の清掃作業にも、家庭内での性別による役割分担が色濃く反映されていた。